# Diplocephalus longicarpus
Diplocephalus longicarpus är en spindelart som först beskrevs av Simon 1884.  Diplocephalus longicarpus ingår i släktet Diplocephalus och familjen täckvävarspindlar.
Artens utbredningsområde är Frankrike. Inga underarter finns listade i Catalogue of Life.